# Courris
Courris (okzitanisch Corris) ist eine französische Gemeinde mit 80 Einwohnern (Stand: 1. Januar 2022) im Département Tarn in der Region Okzitanien (vor 2016 Midi-Pyrénées). Sie gehört zum Arrondissement Albi und zum Kanton Carmaux-1 Le Ségala. 

## Geografie
Courris liegt etwa 20 Kilometer ostnordöstlich von Albi. Der Tarn bildet die südliche Gemeindegrenze, im Westen verläuft sein Zufluss Broncarié. Umgeben wird Courris von den Nachbargemeinden Saint-Cirgue im Norden und Westen, Assac im Norden und Osten, Villefranche-d’Albigeois im Süden und Südwesten sowie Ambialet im Westen.

## Bevölkerungsentwicklung
| 1962                       | 1968 | 1975 | 1982 | 1990 | 1999 | 2006 | 2013 |
| -------------------------- | ---- | ---- | ---- | ---- | ---- | ---- | ---- |
| 130                        | 128  | 112  | 112  | 88   | 79   | 83   | 84   |
| Quellen: Cassini und INSEE |      |      |      |      |      |      |      |

## Sehenswürdigkeiten
- Kirche Saint-Martin